# Jacinto de Maciá
Jacinto de Maciá y Pujol (Vic, 1839 - Vilafan, 8 de enero de 1895) fue un abogado y periodista español. Fue el fundador de los periódicos Diario de Cataluña, Semanario de Figueras y El Regional.

## Biografía
Era licenciado en Derecho administrativo. Tras la revolución de 1868 dirigió en Vich el semanario La Patria (1869-1871), que llevaba por subtítulos «Periódico católico, apostólico, romano» y «Monarquía tradicional. Unidad católica. Libertades populares». Uno de sus colaboradores fue el sacerdote Jaime Collell y Bancells.
Fue secretario de la Junta provincial carlista de Barcelona —establecida en Vich— que presidía su hermano, José de Maciá y Pujol, quien había sido alcalde de Vich poco antes de la revolución que destronó a Isabel II.
En su necrología, el semanario vicense El Norte Catalán relataría de este modo este periodo de la vida de Jacinto de Maciá:

En 1868 y en el período más álgido de la Setembrina, levantó bandera frente a frente de la revolución, fundando en esta ciudad el periódico La Patria, que largo tiempo redactó él solo, logrando reanimar a los buenos, y ayudado por sus amigos había ganado varias diputaciones a Cortes. Los triunfos obtenidos por él y su hermano en favor de la causa católica y tradicional encendieron el odio de sus enemigos, que decretaron su muerte y la de su hermano D. José, pero, como recordarán muy bien muchos de nuestros lectores, se libraron afortunadamente de ella, yendo a clavarse el puñal asesino en el corazón del médico de esta ciudad, don José Casas.

### Tercera guerra carlista
Después del estallido de la tercera guerra carlista, huyó de España y se refugió en Ceret, población próxima a la frontera, donde se reunió con otras familias favorables al pretendiente Carlos VII que se habían exiliado por miedo a ser perseguidas, y recogieron fondo para los carlistas en armas, así como para los heridos.
Jacinto de Maciá formaría parte de la Diputación de Cataluña restaurada por los carlistas. Según narraría él mismo años después en su obra Don Carlos y los fueros de Cataluña (1890), junto con otros carlistas catalanes estimó oportuno constituir una Junta representativa del Principado con el fin de procurar la rápida vigencia de los fueros restaurados. Con esta intención acudieron al cuartel general del Infante Don Alfonso, hermano de Don Carlos, con Luis María de Llauder, pero Don Alfonso les dijo que no tenía facultades para decidir. El fracaso de la gestión disgustó y en Olot se reunieron elementos de las cuatro provincias catalanas que acordaron (excepto Llauder, que ya no intervino más en el asunto) ir a ver a Don Carlos, a quien entregarían una exposición solicitando permiso para aplicar los fueros en la parte que no entorpeciera la acción militar, creándose a este fin la Diputación foral catalana.
En marzo de 1874, aprovechando la presencia en Olot del grueso de las fuerzas carlistas, se hizo pública proclamación de los fueros por un sacerdote y un militar, sin respaldarla, sin embargo, ningún poder. En otra reunión celebrada en Vich, los comisionados decidieron insistir en sus pretensiones y Maciá redactó el escrito para Don Carlos, y en compañía de otro marchó al cuartel real con la intención de entregarle el documento. La indiferencia con que fueron acogidos le produciría un desengaño, puesto que en la corte dominaba la corriente centralista. Don Carlos firmó el 26 de julio un decreto creando la Diputación catalana con carácter provisional, la cual había de poner los cimientos de la definitiva, basada en los principios y en las libertades tantas veces proclamadas.

### Militancia integrista
Tras la derrota carlista en la guerra, residió en Figueras, donde fue miembro del Colegio de Abogados de la ciudad. Formaba parte de la Junta directiva del Centro de Católicos de Figueras y dirigió El Semanario de Figueras. Poco antes de la escisión integrista de 1888, con otros directores catalanes de prensa carlista como Francisco de Paula Oller, Mariano de Rocafiguera, José de Palau y de Huguet y Juan Santiago Griñó, envió una súplica al pretendiente para que restableciera la unidad de los carlistas reafirmando la unidad católica de España «con todas sus consecuencias de efectiva coerción», tal como había sido aplicada por su antepasado, el rey Felipe II.
Finalmente en 1888 firmó el manifiesto de Burgos, se adhirió al Partido Integrista liderato por Ramón Nocedal y fue propietario —y durante algún tiempo director— del Diario de Cataluña, órgano del integrismo catalán. Como tal, fue inicialmente uno de los hombres más importantes del partido en Cataluña, junto con el abogado Luis de Cuenca y el sacerdote Félix Sardá y Salvany. En 1890 fue sustituido en la dirección del diario por Joaquín Coll y Astrell, quien había dejado temporalmente el cargo por una enfermedad. Por diferencias de criterio, pocos años antes de morir, Jacinto de Maciá se apartó de la disciplina del partido y del Diario Catalán, sucesor del Diario de Cataluña.
Se casó con Mercedes Llavanera y Massanet, hija del propietario de Lladó Joaquín Llavanera y de Ros, con la que tuvo seis hijos. Falleció el 8 de enero de 1895 en la casa solariega Puig-Massanet de Vilafan. Sus hijos Mariano, José María y Luis María de Maciá y Llavanera dirigieron el diario catalanista y católico La Veu de l'Empordà a comienzos del siglo XX.

## Obras
- Don Carlos y los fueros de Cataluña (Figueras, 1890)